# Estación Chilavert
Chilavert es una estación ferroviaria ubicada en el barrio homónimo de la ciudad de Villa Ballester, en el partido de General San Martín, Provincia de Buenos Aires, Argentina.

## Servicios
Es una estación intermedia del servicio eléctrico metropolitano de la Línea Mitre que se presta entre las estaciones Retiro y José León Suárez. Se puede ver el plano del recorrido en el sitio web Argentina.gob.ar.

## Infraestructura
Posee rampas para discapacitados en los dos andenes. En el andén ascendente cuenta con un ascensor que hace varios años quedó fuera de funcionamiento. En la actualidad posee baños para damas y caballeros.